# Ul (Fluss)
Der Ul ist ein Fluss in Portugal. Die Quelle liegt in São Mamede, Vila de Fajões. Der Fluss durchfließt die Orte Romariz, Milheirós de Poiares, São João da Madeira, Vila de Cucujães, Santiago de Riba-Ul und Oliveira de Azeméis und fließt bei Ul mit dem Rio Antuã zusammen. Der weitere Flussverlauf über Estarreja in die Ria de Aveiro ist offiziell der Unterlauf des Antuã, wird traditionell aber auch zum Ul gerechnet.